# Julia Shaw

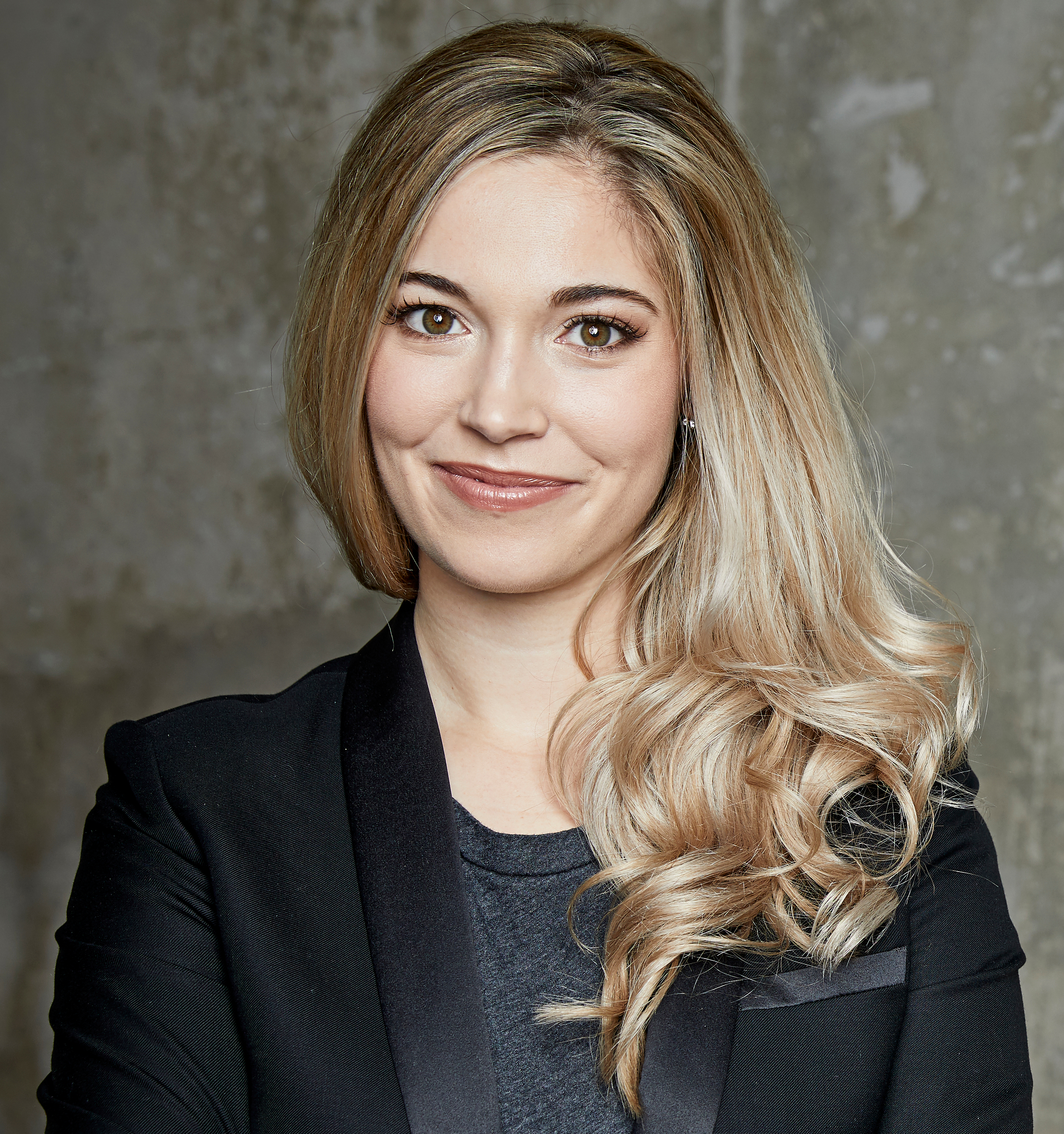
Julia Shaw (2018).

Julia Shaw (nacida en 1987) es una psicóloga germano-canadiense y escritora, divulgadora científica, cuya carrera se ha especializado en criminalidad y falsos recuerdos.

## Educación y carrera académica
Shaw nació en Colonia (Alemania) y se crio  en Canadá. En 2004 se licenció  en psicología en la Universidad Simon Fraser, completando su educación con un Máster en Psicología y Derecho en la Universidad de Maastricht, y un doctorado en la Universidad de British Columbia. Su tesis doctoral se tituló "Construcción de los falsos recuerdos y comisión del delito”. Shaw ha sido profesora en la  Universidad de Waterloo y la Universidad de la Columbia Británica. En 2013 se convirtió en profesora de psicología forense en la Universidad de Bedfordshire. Se unió a London South Bank University como profesora principal de Criminología en 2015, antes de convertirse en una Asociada de investigación honoraria en el University College de Londres en 2017.
La experiencia de Shaw está en los recuerdos falsos y cómo las autoridades pueden usar "tácticas que pueden llevar a las personas a recordar crímenes que nunca ocurrieron". En uno de sus estudios, logró que el 70% de los participantes crearan falsos recuerdos o creencias de eventos de su infancia que nunca tuvieron lugar, y este estudio fue dado a conocer en los principales medios de comunicación. Sin embargo sus colegas critican la validez de este hallazgo. Shaw abordó la crítica en un artículo de 2018 en Psychological Science.
Shaw  es colaboradora de Scientific American. Da conferencias públicas sobre psicología y memoria. Como psicóloga lleva años explorando los rincones más oscuros del alma humana. 
En 2016 creó un documental para NOVA PBC, "Hackers de la Memoria". Como divulgadora, cuenta con un canal de podcast y radio. Su trabajo ha sido presentado en el Discovery Channel y la BBC, así como en Der Spiegel, Russia Today y The Times. En 2016, Random House publicó su primer libro "La ilusión de la memoria", que desde entonces ha sido traducido a 14 idiomas diferentes. En 2017, dio una charla en TEDx "Cómo los falsos recuerdos corrompen nuestras identidades, políticas y sistemas de justicia" en TEDxBergen y "¿Es tu memoria solo una ilusión?" en TEDxPorto.
En español ha publicado Hacer el Mal (2019) en la editorial Temas de Hoy. El libro Hacer el mal desentraña los mecanismos de la falsa memoria y también analiza las conductas criminales que son consideradas inhumanas. Su argumentación es que todos seríamos capaces de hacer mucho daño, que todos seríamos asesinos potenciales. Este enfoque es el elegido para crear empatía, para acercar al lector al universo mental del malvado. Menciona el caso de Jeffrey Dahmer, El Caníbal de Milwaukee, que mató a 17 jóvenes y los descuartizó. Considera que los asesinos en serie son algo excepcional, y aunque se dan con cierta frecuencia en los Estados Unidos, sus crímenes son cubiertos por un enorme despliegue mediático. Considera que gran parte de estos crímenes se producen por el mercado libre de armas que hay en el país.

## Vida personal
Shaw se declaró bisexual en 2019. Firmó una unión civil con el abogado de derecho laboral Paul Livingston en 2020.

## Publicaciones
- Hacer el Mal. Ediciones Temas de Hoy  / 978-84-9998-745-3